# Julian Edwards
Julian Edwards (Manchester, Reino Unido, 11 de diciembre de 1855 - Yonkers, Nueva York, 5 de septiembre de 1910) fue un compositor angloamericano de música operística ligera que compuso muchos exitosos espectáculos de Broadway en la era progresiva. Intentó introducir nuevos niveles de sofisticación musical al género. Algunas de sus canciones alcanzaron gran popularidad en su momento.
Fue discípulo de Oakley y George Macfarren, dirigiendo en muchos teatros ingleses. Cerca de 1892 se trasladó a Estados Unidos, y a partir del año siguiente se dedicó por completo a la opereta.

## Lista no exhaustiva de óperas
- Victorian, ópera en 4 actos
- Jupiter, ópera cómica en 2 actos
- King René's Daughter, drama lírico en 1 acto
- Madeleine, ópera cómica en 3 actos
- The Goddess of Truth, ópera cómica
- Brian Boru, ópera romàntica irlandesa en 3 actos
- The Wedding Day, ópera cómica en 3 actes
- The Jolly Musketeer, ópera cómica en 2 actos
- The Princes Chic, ópera cómica en 3 actos
- Dolly Varden, ópera cómica en 2 actes
- When Johnny Comes Marching Home, ópera cómica en 3 actos
- Love's Lottery, ópera cómica en 2 actes
- The Girl and the Governor, ópera cómica
- His Honor the Mayor, ópera cómica
- The Belle of London Town, ópera cómica en 3 actos
- The Patriot, ópera trágica en 1 acto
- The Gay Musician, ópera cómica.